# Emilio Falla
Emilio Andrés Falla Buchely (nascido em 12 de junho de 1986) é um ciclista equatoriano que compete para Equador em competições de BMX. Representou sua nação nos Jogos Olímpicos de 2008 e Londres 2012, ambos nas provas de BMX masculino.